# Lofsöngur

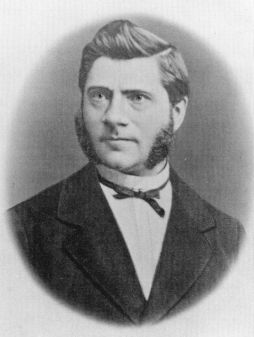
Matthías Jochumsson, Verfasser des Texts der isländischen Nationalhymne

Lofsöngur (deutsch Lobgesang) ist der Name der Nationalhymne Islands aus dem Jahr 1874. Den Text schrieb Matthías Jochumsson (1835–1920), die Melodie stammt von Sveinbjörn Sveinbjörnsson (1847–1927).

## Geschichte
Am 2. August 1874 wurde das tausendjährige Jubiläum der Besiedlung Islands gefeiert. Während eines Festgottesdiensts in der Domkirche von Reykjavík, in Anwesenheit des dänischen und damit isländischen Königs Christian IX. wurde der Lofsöngur von einem gemischten Chor uraufgeführt. Der Liedertext von Matthías Jochumsson knüpft an den Inhalt von Psalm 90 an, der als Predigttext für diesen Gottesdienst ausgesucht worden war.
In der Folgezeit gewann das Lied allgemeine Beliebtheit als Nationalhymne und wurde als solche bei der Erlangung der Souveränität 1918 aufgeführt. Offiziellen Status erlangte die Hymne aber erst durch ein entsprechendes Gesetz aus dem Jahre 1983.
Zuvor wurde oft das Lied „Eldgamla Ísafold“ von Bjarni Thorarensen auf die Melodie „God Save the King“ als eine Art Nationalhymne gesungen. Es erschien aber unangebracht, dieselbe Melodie wie andere Völker als Nationalhymne zu verwenden.
Das Lied hat drei Strophen, als Nationalhymne wird nur die erste Strophe gesungen.

## Liedtext
| Isländischer Originaltext | Deutsche Übersetzung |
| --- | --- |
| Ó, guð vors lands! Ó, lands vors guð! Vér lofum þitt heilaga, heilaga nafn! Úr sólkerfum himnanna hnýta þér krans þínir herskarar, tímanna safn. Fyrir þér er einn dagur sem þúsund ár og þúsund ár dagur, ei meir: eitt eilífðar smáblóm með titrandi tár, sem tilbiður guð sinn og deyr. Íslands þúsund ár, eitt eilífðar smáblóm með titrandi tár, sem tilbiður guð sinn og deyr.                        | Oh, Gott unseres Landes! Oh, unseres Landes Gott! Wir verehren deinen heiligen, heiligen Namen! Aus den Sonnensystemen der Himmel weben deine Krone deine Heerscharen, der Zeiten Versammlung! Für dich ist ein Tag wie tausend Jahre, und tausend Jahre ein Tag, nicht mehr, ein Blümchen der Ewigkeit mit zitternden Tränen, das zu seinem Gott betet und stirbt. Islands tausend Jahre, ein Blümchen der Ewigkeit mit zitternden Tränen, das zu seinem Gott betet und stirbt. |
| Ó, guð vors lands! Ó, lands vors guð! Vér lifum sem blaktandi, blaktandi strá. Vér deyjum, ef þú ert ei ljós það og líf, sem að lyftir oss duftinu frá. Ó, vert þú hvern morgun vort ljúfasta líf, vor leiðtogi í daganna þraut og á kvöldin vor himneska hvíld og vor hlíf og vor hertogi á þjóðlífsins braut. Íslands þúsund ár, verði gróandi þjóðlíf með þverrandi tár, sem þroskast á guðsríkis braut. | Oh, Gott unseres Landes! Oh, unseres Landes Gott! Wir leben wie wehende, wehende Halme. Wir sterben, wenn du nicht Licht und Leben bist, das uns aus dem Staub erhebt. Oh, sei du jeden Morgen unser süßestes Leben, unser Anführer in der Last der Tage, und bei Abend unser himmlischer Frieden und Schutz und unser Feldmarschall auf dem Weg der Nation. Islands tausend Jahre, mögen Völker wachsen mit versiegenden Tränen, die du auf den Weg ins Gottesreich führst.     |
| Ó, guð, ó, guð! Vér föllum fram og fórnum þér brennandi, brennandi sál, guð faðir, vor drottinn frá kyni til kyns, og vér kvökum vort helgasta mál. Vér kvökum og þökkum í þúsund ár, því þú ert vort einasta skjól. Vér kvökum og þökkum með titrandi tár, því þú tilbjóst vort forlagahjól. Íslands þúsund ár, voru morgunsins húmköldu, hrynjandi tár, sem hitna við skínandi sól.                       | Oh, Gott, oh, Gott! Wir verneigen uns und opfern dir brennende, brennende Seelen, Gott Vater, unser Herrgott von Generation zu Generation, und wir beten unsere heiligsten Gebete. Wir beten und danken für tausend Jahre, denn du bist unsere einzige Zuflucht. Wir beten und danken mit zitternden Tränen, denn du bist unser Schicksal. Islands tausend Jahre, in der kalten Morgendämmerung fallende Tränen, von der scheinenden Sonne gewärmt.                              |